# 高山松
高山松（学名：[Pinus densata] 错误：{{Lang}}：文本有斜体标记（帮助））为松科松属的植物，是中国的特有植物。分布于中国大陆的云南、四川、西藏、青海等地，生长于海拔1,500米至4,500米的地区，常生长在河谷、山坡、林中、山谷和阳坡，目前已由人工引种栽培。

## 别名
西康油松（中国树木分类学），西康赤松（中国裸子植物志）

## 异名
- Pinus densata Mast. var. pygmaea Hsueh